# Lycalopex culpaeus smithersi
Lycalopex culpaeus smithersi, comúnmente llamado zorro colorado achaleño o zorro colorado de Achala, es una de las subespecies en que se divide la especie Lycalopex culpaeus, un cánido que habita en el oeste y sur de América del Sur.

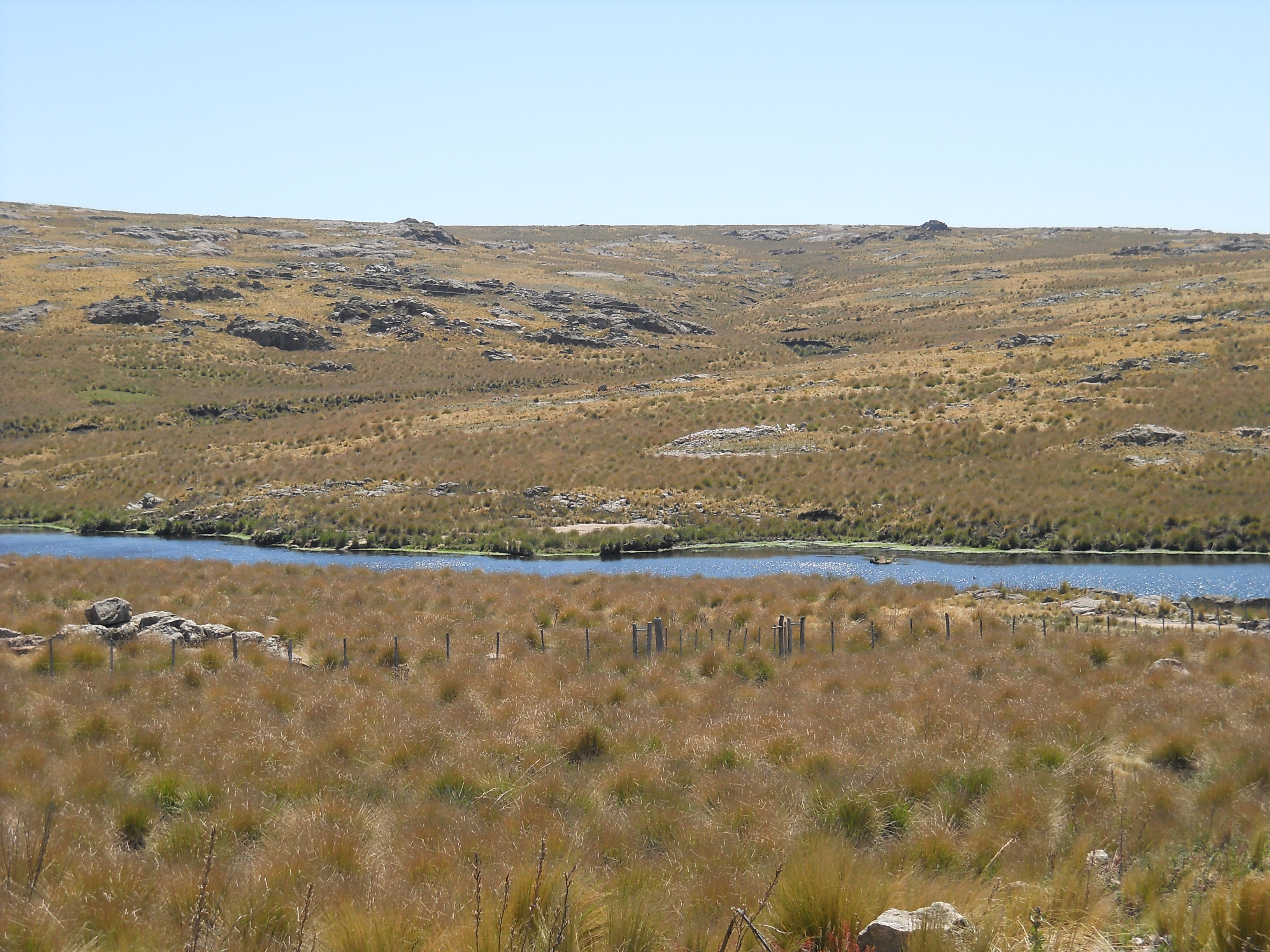
Pampa de Achala, un altiplano de las Sierras Grandes, en el centro de la Argentina, el hábitat de esta subespecie.

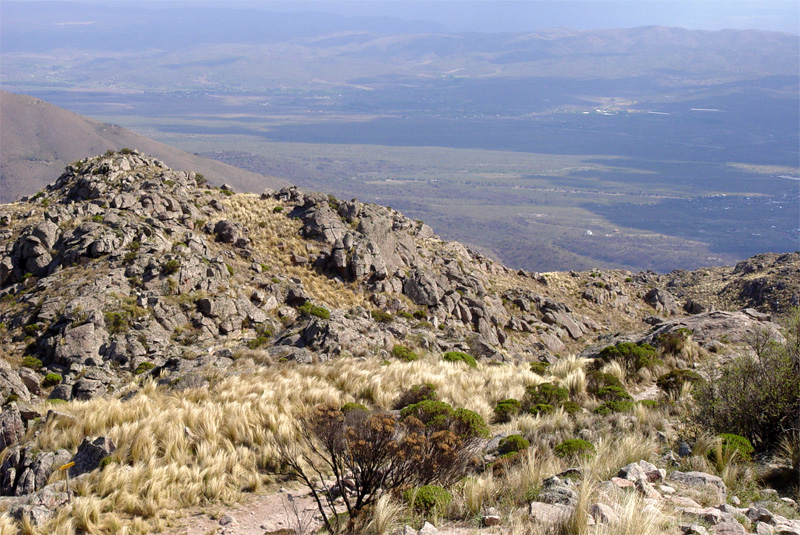
Pastizal de altura en el cerro Uritorco, sierras de Comechingones, en el centro de la Argentina, el hábitat de esta subespecie.

## Descripción original
Fue descrita por Thomas en el año 1914, fundamentándola en la coloración rojiza uniforme de una piel curtida.

## Características
L. c. smithersi es menor a otras subespecies, tiene el aspecto de un zorro robusto, de cabeza y patas rojizas, vientre, cuello y boca blancos. La cola está muy poblada de pelos grises que se vuelven negros en su punta y representan entre un 30 y 40% del largo del cuerpo. Pesa entre 4 y 6 kg, y mide entre 100 y 120 cm.
Esta subespecie se caracteriza por poseer una coloración rojiza uniforme, pues los pelos negros que integran la mezcla del pelaje en las otras razas son en esta sustituidos por pelos de un intenso color rojizo.

## Hábitat
Habita en montañas, praderas, estepas arbustivas, desiertos, y bosques.
Si bien, a priori se lo encuentra en diversos ambientes de las Sierras Grandes, demuestra preferencia por lugares con pajonales y poco escarpados, entre los 1500 y los 2200 m s. n. m.

## Distribución
Esta subespecie es endémica de las sierras Grandes y sierras de Comechingones, en las provincias de: Córdoba —en el oeste—, y San Luis —en el noreste—, ambas en el centro de la Argentina. Es dudosa su presencia en el sur de Santiago del Estero.

## Alimentación
Es considerado un carnívoro especialista y se alimenta principalmente de roedores pequeños, y en menor proporción de liebres, aves y pequeños reptiles. En algunas zonas muy antropizadas ataca a los rebaños de ovejas, razón por la cual ha sido perseguido duramente por los ganaderos, que le disparan o envenenan carroñas. Como consecuencia de esto, se ha vuelto muy raro en algunas zonas y en otras se ha extinguido.
Su dieta fue extensamente estudiada en las Sierras Grandes de Córdoba, dentro y fuera de un área protegida (Parque nacional Quebrada del Condorito). Se alimentan principalmente de presas nativas (cávidos pequeños: cuises; los roedores pequeños y medianos fueron encontrados en más del 80% de las heces analizadas), presenta una baja diversidad trófica y se observó una alta superposición del nicho trófico con los pumas. 
Las diferencias en consumo, disponibilidad y selección de presas entre sitios estuvieron fuertemente asociadas con efectos del ganado, donde los zorros consumieron más carroña de ganado y aves fuera del área protegida y tucos (Ctenomys sp.) únicamente dentro del parque. El ganado podría reducir las densidades e incrementar la vulnerabilidad de cricétidos y de los cavícolas tucos en Pampa de Achala a través del pisoteo del suelo que destruye cuevas, la competencia por forraje y la reducción de la cobertura de pastos.
La ocurrencia y biomasa de presas consumidas por el zorro de achala indican que los roedores son de gran importancia como alimento, ya que obtienen la mayor cantidad de energía metabolizable a partir de estos (entre un 69 y 90%). Esto supone que las modificaciones del ambiente podrían ser una amenaza debido a la gran importancia de estas presas en términos energéticos para su subsistencia.

## Comportamiento
Son activos principalmente desde el anochecer hasta el amanecer, pero con mayor frecuencia durante la noche. Su actividad es escasa hacia el mediodía y durante la tarde.